# Амли, Эгиль Йоханнес
Эгиль Йоханнес Амли (норв. Egil Johannes Amlie, 22 февраля 1920, Копенгаген – 2 сентября 2014, Осло) – норвежский государственный деятель, дипломат, юрист, судья.

## Биография
Работал в Министерстве иностранных дел Норвегии с 1947 года. Был членом норвежской делегации при ООН в Нью-Йорке, секретарём посольства в Рио-де-Жанейро, Рейкьявике и генеральным консулом в Антверпене. В 1967 году назначен заместителем руководителя юридического отдела Министерства иностранных дел Норвегии.
В 1973-1976 годах был первым послом Норвегии в ГДР.  С 1977 по 1983 год возглавлял юридический отдел Министерства иностранных дел. Был главным переговорщиком от Норвегии во время переговоров с Данией об экономической разделительной линии между Гренландией и Ян-Майеном.
В 1983-1987 годах – посол Норвегии в Португалии, одновременно в Кабо-Верде и Гвинее-Бисау. Вышел на пенсию в 1988 году.
Амли также был судьей Постоянного арбитражного суда в Гааге.